# Boves
Boves ist eine Gemeinde in der italienischen Provinz Cuneo (CN), Region Piemont. Boves ist Teil der Bergkommune Comunità Montana della Bisalta.

## Lage und Einwohner
Boves liegt 8 km südlich von der Provinzhauptstadt Cuneo entfernt auf einer Höhe von 542 m über dem Meeresspiegel. Der höchste Punkt der Gemeinde liegt auf 2404 m. Zur Gemeinde zählen auch die Ortsteilen Castellar, Cerati, Fontanelle, Mellana, Rivoira, Roncaia, San Giacomo, San Mauro und Sant’Anna. Das Gemeindegebiet umfasst eine Fläche von 51 km² und hat 9653 Einwohner (Stand 31. Dezember 2023).
Die Nachbargemeinden sind Cuneo, Peveragno, Limone Piemonte, Vernante, Robilante, Roccavione und Borgo San Dalmazzo.

## Geschichte

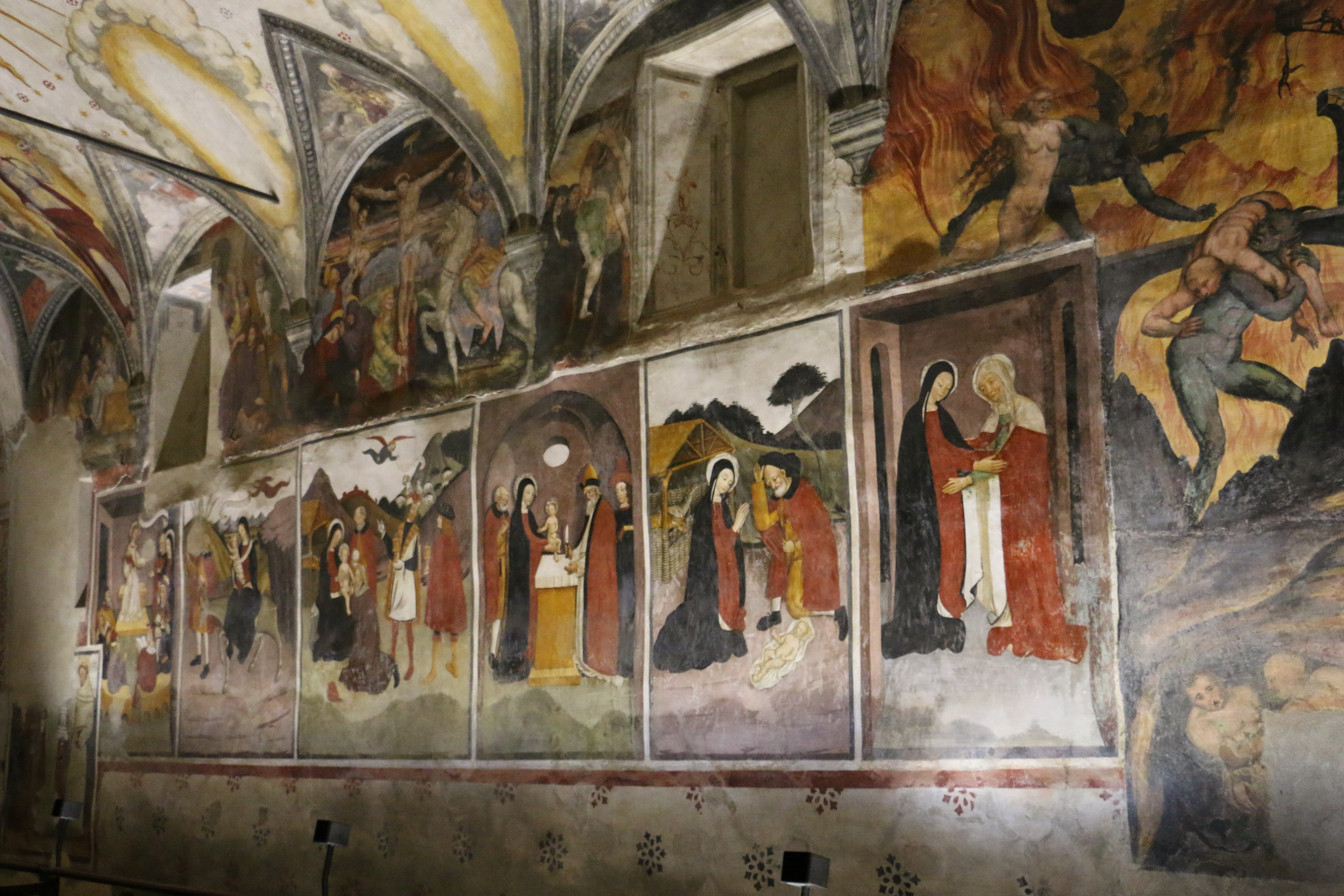
Kirche Heiligtum der Madonna dei Boschi, 13. Jahrhundert

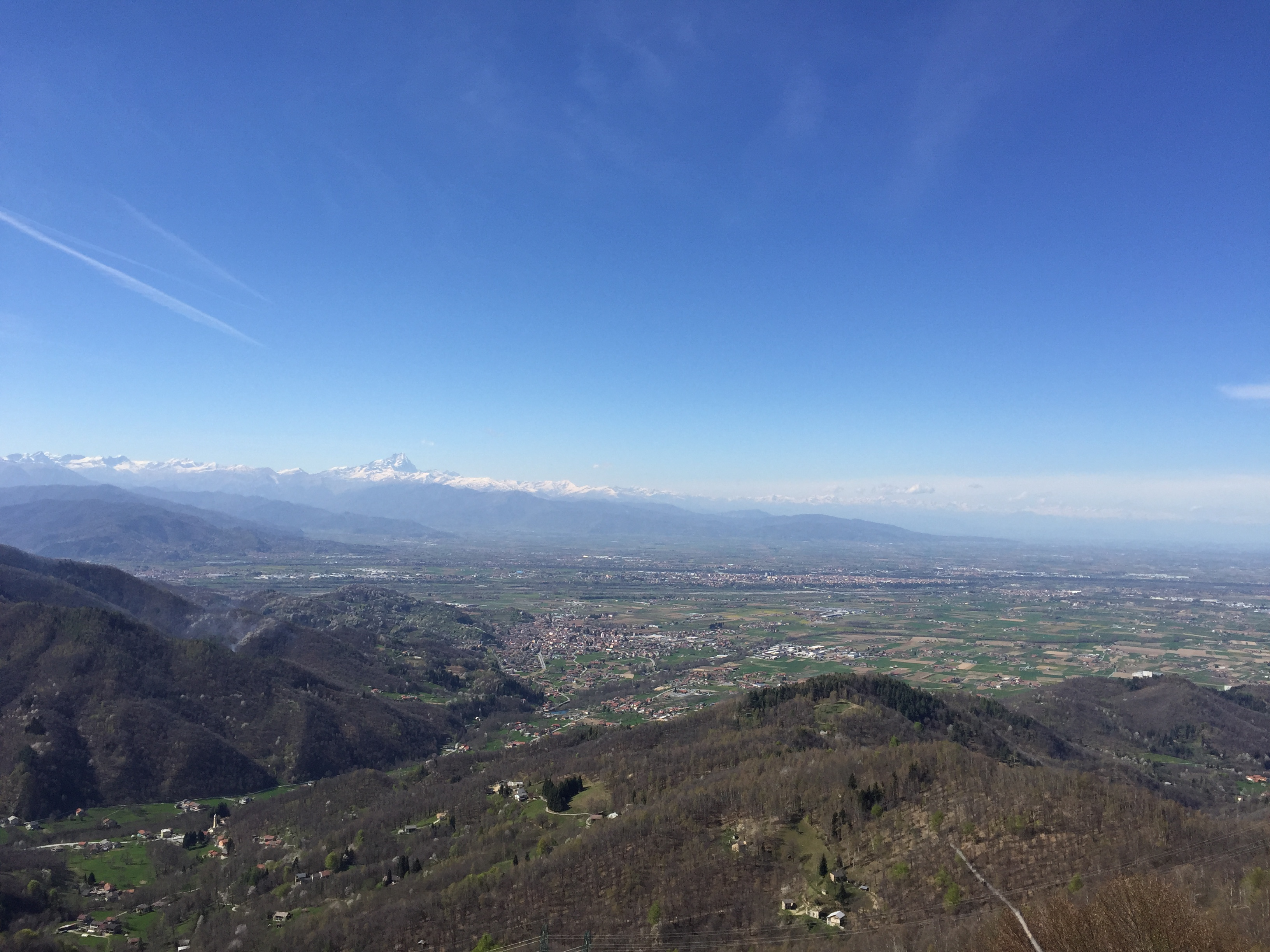
Panorama

Seine Ursprünge reichen vermutlich bis in die Römisches Reich|Römerzeit zurück, wie aus den in der Gegend gefundenen archäologischen Funden hervorgeht, darunter ein Grab, das vielleicht aus dem 1. Jahrhundert nach Christus stammt. Mit ihrem heutigen Namen erstmals in einer Urkunde vom Ende des 11. Jahrhunderts erwähnt, wurde sie später „Boueso“, „Bovese“, „Bovisius“, „Bovexius“ und „Buysius“ genannt. Der Ortsname könnte von BOVICIS, dem Ablativplural von BOVICUS, abgeleitet sein, der wiederum vom gallischen Nachnamen „Bovus“ abgeleitet ist, der im Lateinischen in der Adelsform BOVIUS bezeugt ist.
Nach dem Untergang des Römischen Reiches war es den Invasionen der Barbaren ausgesetzt und geriet unter die Herrschaft der Goten, Langobarden und Franken. Anschließend wurde es Teil der Anjou- und Savoyer-Besitztümer und wurde Ende 1700 dem französischen Reich angegliedert, um nach dem Wiener Kongress wieder unter die Herrschaft der Savoyer zu gelangen.
Das Heiligtum der Madonna dei Boschi, bereits in einem Dokument aus dem 13. Jahrhundert erwähnt, später erweitert und mit Fresken versehen und die nahegelegene Landkapelle San Francesco mit einem Freskenzyklus aus dem 16. Jahrhundert sowie das Heiligtum von Sant’Antonio mit Stuckarbeiten, Fresken und Gemälden aus dem 16. Jahrhundert sind historisch wertvolle Bauwerke der Stadt. Bemerkenswert sind auch die Pfarrkirche San Bartolomeo mit einem dreischiffigen Basilikagrundriss und reich verzierten Kreuzgewölben und das alte Rathaus, die Kirche Santa Croce aus dem frühen 18. Jahrhundert und schließlich die alte Kirche, die der Heiligen Dreifaltigkeit und der Heiligen Chiara gewidmet ist.
Von 1887 bis 1960 wurde Boves von der 12 km langen Bahnlinie Cuneo-Boves-Borgo San Dalmazzo bedient, die bis 1937 die ursprüngliche Strecke der Linie Cuneo-Ventimiglia darstellte, auf der sich der Bahnhof Boves und eine Haltestelle für den Weiler Fontanelle befanden.
Von 1903 bis 1935 war auch die Straßenbahnlinie Boves-Cuneo in Betrieb, die von der Compagnia Generale dei Tramways Piemontesi verwaltet wurde. Das Gebäude der Straßenbahnhaltestelle steht noch immer am Anfang der von Bäumen gesäumten Allee der Via Cuneo.
Während des Zweiten Weltkrieges war Boves ein Ort des italienischen Widerstands, so dass nach dem Waffenstillstand von Cassibile am 19. September 1943 eine Einheit 1. SS-Panzer-Division unter Joachim Peiper den Ort besetzte, um Partisanen zu finden. Bei dem anschließenden Massaker setzten Soldaten das Ortszentrum mit 350 Häusern in Brand und töteten viele Zivilisten. Ähnliche Vorfälle wiederholten sich am 31. Dezember 1943 und am 3. Januar 1944, wodurch die Zahl der verbrannten Häuser auf insgesamt 500 stieg.
In der Zeit des Widerstandskampfes, der über 20 Monate lang andauerte, verloren viele Menschen in Boves ihr Leben. Infolge dieser Ereignisse wurden der Stadt zwei Medaillen für zivile und militärische Ehren verliehen. Der Wunsch nach Versöhnung mit der Vergangenheit führte 1983 zur Gründung der ersten „Schule des Friedens“ (Scuola di Pace) in Italien.

## Partnergemeinde
- Castello di Godego
- Mauguio
- Schondorf am Ammersee, Deutschland

## Persönlichkeiten
- Romualdo Tecco (1802–1867), Diplomat und Politiker
- Giovanni Battista Borelli (1813–1891), Chefarzt und Politiker